# Fazenda de cliques
Fazenda de cliques  ou click farm é um tipo de fraude virtual através da qual um grande grupo de pessoas são contratadas para clicarem em links de anúncios online para o fraudador de cliques, também conhecido como fazendeiro de cliques (em inglês:  click farm master ou click farmer). Os empregados clicam nos links, navegam pelo website alvo por um período de tempo e, se possível, inscrevem-se em boletins informativos antes de irem para o próximo link. Para muitos desses funcionários, clicar em um número suficiente de anúncios por dia pode aumentar substancialmente as suas rendas e serve também como uma alternativa a outros tipos de trabalho.
É extremamente difícil para que um filtro automatizado detecte como falso esse tipo simulado de tráfego, pois o procedimento adotado pelas fazendas de cliques se parece exatamente com o de um visitante legítimo.
Os "gostos falsos" (português europeu) ou "curtidas falsas" (português brasileiro) (em inglês:  fake likes) gerados pelas fazendas são essencialmente diferentes daqueles oriundos de bots, que são programas de computador escritos por desenvolvedores de software que visam automatizar determinadas tarefas. A fim de solucionar essas questões, empresas como o Facebook tentam criar algoritmos que procuram apagar contas contendo atividades incomuns, como aquelas que dão "curtidas" em muitas páginas simultaneamente.

## Click Farms

### Geradores
As fazendas de cliques localizam-se geralmente em países emergentes, tais como Índia, Filipinas, Bangladesh e Nepal. De acordo com Sharaf al-Nomani, em uma reunião secreta com proprietários da Shareyt, 30-40% dos cliques são provenientes de Bangladesh. Elas oferecem curtidas e seguidores nas plataformas de redes sociais, como o Facebook, Twitter, Instagram, Pinterest, Google+, Youtube e outras. Os funcionários recebem, em média, um dólar por mil curtidas ou por seguir mil pessoas no Twitter.
Por outro lado, empresas de cliques estão vendendo suas curtidas e seguidores por um preço alto – “A BuyPlusFollowers vende 250 compartilhamentos do Google+ por US$ 12.95. InstagramEngine vende 1.000 de seguidores por US$ 12. AuthenticHits, 1.000 reproduções do SoundCloud por US$ 9.” 

### A necessidade pelas fazendas de cliques
Descobriu-se que "31% verificam avaliações e resenhas, incluindo curtidas e seguidores no Twitter, antes de optarem por comprar algo". Isso mostra a importância crescente que os negócios, as celebridades e outras organizações colocam no número de curtidas e de seguidores que possuem. Como consequência, acaba-se gerando valores monetários através dos likes e seguidores, fazendo com que os negócios e celebridades se sintam obrigados a aumentarem seus números, a fim de criarem um perfil online positivo.

### Filtramento
Provedores de serviço pay-per-click, incluindo o Google, Yahoo! e MSN, têm feito esforços substanciais para combater as fraudes de cliques. Filtros automatizados removem a maior parte das tentativas de fraudes na fonte. De acordo com Deanna Yick, uma porta-voz do Google com sede em Mountain View, Califórnia, “Desenvolvemos nossos sistemas para bloquear ataques oriundos de bots.” “Devido a uma quantia significante de tráfego malicioso, anunciantes estão protegidos desses tipos de ataques", acrescentou ela. Num esforço para burlar esses sistemas de filtros, os fraudadores passaram a utilizar as fazendas de cliques, a fim de simular visitantes reais.

### Métodos
O primeiro método consiste em contratar fraudadores pertencentes aos concorrentes com o intuito de reduzir o orçamento publicitário do rival para que, assim, sejam capazes de terem seus anúncios exibidos em classificações altas de pay-per-click a um custo mais baixo. Neste caso, o competidor é enfraquecido ao invés de ser derrotado por um lance mais alto no sistema de licitações pay-per-click. O investimento nas fazendas de cliques efetuado pelo fraudador é somente uma fração muito baixa da quantia perdida pela competidor.
O segundo método tem a finalidade de contratar funcionários das fazendas para clicarem em anúncios do próprio site do fazendeiro patrão. Desse modo, o dinheiro perdido pelos anunciantes é adquirido pelo fazendeiro, e não pelos sistemas de busca ou pelas redes de conteúdo, como ocorre no primeiro método.

## Implicações

### Taxa de engajamento
Taxa de engajamento ou índice de interação é um indicador de desempenho que mede a qualidade da atividade nas mídias sociais, tais como as curtidas do Facebook ou os retweets do Twitter. Engajamento por seguidor é um tipo de taxa de engajamento que é medido dividindo-se a quantidade de atividades na rede social pelo número de seguidores.
Usuários que se envolvem com os serviços dos click farms por um curto período, provavelmente verão a sua taxa de engajamento despencar com o passar do tempo, já que o incremento inicial no volume das atividades na rede social diminui drasticamente, quando acabam os serviços disponibilizados pela fazenda.

### Questões relativas às receitas
Os pesquisadores de segurança e blogueiros italianos, Andrea Stroppa e Carla De Micheli, descobriram em 2013 que foram obtidos de US$ 40 a US$ 300 milhões de dólares até o momento através da venda de seguidores falsos de Twitter, bem como de seus potenciais benefícios. São obtidos por ano US$ 200 milhões com atividades falsas no Facebook.
Cerca de 40 a 80% dos anúncios do Facebook são comprados com base no pay-per-click. Anunciantes afirmaram que aproximadamente 20% dos cliques de Facebook são inválidos e que eles haviam tentado buscar reembolsos. Isso poderia custar ao Facebook US$ 2.494 bilhões com base nas suas receitas de 2014.

### Questões legais
Embora os serviços de click farms violem as políticas de usuário das mídias sociais, não existem regulamentações governamentais que os tornem ilegais. Contudo, Sam DeSilva, um advogado especializado em TI e em leis de terceirização, do escritório de advocacia Manches LLP, em Oxford, mencionou que: "Potencialmente, uma série de leis estão sendo quebradas – a defesa do consumidor e as regulamentações contra o comércio desleal. Efetivamente, isso engana os consumidores individuais."

### Resposta das empresas
A Coca-Cola tornou privado o seu comercial "Hard Times", do Super Bowl 2010, depois de saber que ele havia sido compartilhado no Shareyt, e emitiu um comunicado dizendo que "não aprovava fãs falsos". O compartilhamento no Shareyt contribuiu, possivelmente, com 6 milhões de visualizações a mais.
A empresa americana Hasbro foi alertada para um cassino online de que uma subconcessionária da sua marca Monopoly havia adicionado curtidas falsas no Facebook e, por conta disso, contactou a rede social para remover o site. Hasbro declarou que "estava consternada ao ouvir sobre o que havia ocorrido" e alegou não ter tido conhecimento prévio sobre a página.

## Agências de publicidade
Em sua resposta, o Facebook emitiu o seguinte comunicado: "Um like que não venha de gente verdadeiramente interessada em se conectar com a marca não beneficia ninguém. Se você dirige uma página de Facebook e alguém lhe oferece um aumento no seu número de fãs em troca de dinheiro, nosso conselho é que você se afaste dele – não apenas por ser contra nossas regras, mas também porque há uma boa chance de que aquelas curtidas sejam deletadas por nossos sistemas automáticos. Nós investigamos e monitoramos os "vendedores de curtidas", e se a gente descobre que eles estão vendendo likes falsos ou gerando conversas a partir de perfis falsos, iremos rapidamente bloqueá-los de nossa plataforma." Andrea Faville informou que "o Google e o Youtube tomam medidas contra maus atores que procuram trapacear nossos sistemas.”  O porta-voz do LinkedIn, Doug Madey, disse que comprar conexões "enfraquece a experiência dos membros, viola o Termo de Acordo do Usuário e pode causar o encerramento rápido da conta.”  O chefe executivo e fundador do Instagram, Kevin Systrom, informa: "Temos estado desativando contas de spam do Instagram continuamente para melhorar a sua experiência" 

### Eliminação de likes e seguidores
A eliminação de contas e curtidas falsas do Facebook ocorreu durante agosto e setembro de 2012. Um número estimado em 83 milhões de contas fakes foram deletadas. Aproximadamente 11.2% de 1.3 bilhões de contas eram falsas, de acordo com o relatório financeiro de 2014 do Facebook para a Comissão de Títulos e Câmbio dos Estados Unidos. Likester relatou que, entre as páginas afetadas, estão a de Lady Gaga, que perdeu 65.505 "fãs", e a do próprio Facebook, que perdeu 124.919 curtidas falsas. A gigante de tecnologia Dell perdeu 2.87% de seus likes, 107.889 likes em 24 horas. Bilhões de visualizações falsas em vídeos do Youtube foram deletadas depois de serem reveladas por auditores. Em dezembro de 2014, o Instagram realizou um expurgo que ficou conhecido como "O Arrebatamento do Instagram" (em inglês:  Instagram Rapture), no qual muitas contas foram afetadas, incluindo a própria conta do Instagram, que acabou perdendo 18.880.211 seguidores.